# Theodor Fischer (Maler, 1824)

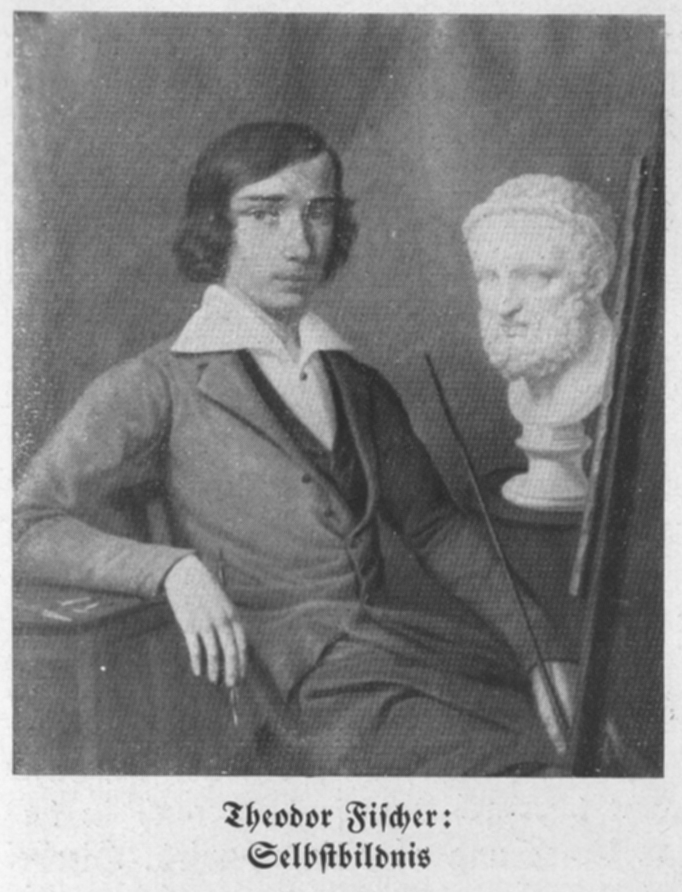

Theodor Heinrich Fischer (* 10. Dezember 1824 in Gera; † 2. Januar 1908 ebenda) war ein deutscher Maler, Zeichenlehrer sowie Fotograf.

## Leben
Theodor Fischer, Sohn des Malers und Zeichenlehrers Heinrich Fischer (1786–1850), Abiturient am Gymnasium in Gera, studierte im Anschluss von 1842 bis 1848 an der Kunstakademie in Dresden. Theodor Fischer erfüllte nach dem Abschluss Porträtaufträge, 1848 übernahm er in der Nachfolge seines in den Ruhestand eingetretenen Vaters die Zeichenlehrerstelle am Gymnasium Rutheneum. 1862 erfolgte seine Ernennung zum Hofmaler durch Fürst Heinrich LXVII. Theodor Fischer, der als Leiter wichtiger Festlichkeiten am gesellschaftlichen Leben der Stadt Gera mitwirkte, verstarb Anfang 1908 als hochangesehener Bürger im Alter von 83 Jahren.
Fischer zählt sowohl als Maler als auch neben Carl Falke als Fotograf zu den bedeutendsten Geraer Künstlern des 19. Jahrhunderts. Fischers künstlerisches Werk umspannt 849 Porträts, Landschaften und Kompositionen, wobei er dem Bildnis seine volle Kraft widmete. Bevorzugte Motive Theodor Fischers Arbeiten bilden zum Teil lebensgroße Porträts Geraer Persönlichkeiten und Stadtansichten von Gera. Der aufkommenden Industrialisierung mit seinen damit einhergehenden wirtschaftlichen sowie sozialen Veränderungen ablehnend gegenüberstehend, meidet Theodor Fischer in seinen Werken zumeist das dafür vorgesehene Symbol, den Schornstein. Er stellt stattdessen den Unternehmungsgeist und die Rastlosigkeit der Reichsgründung und der darauffolgenden Gründerjahre, Personen, die in zum Teil lebensgroßen Porträts Selbstbewusstsein und Geschäftigkeit ausstrahlen, sowie die vornehme Gesellschaft in Straßenszenen dar. Ungeachtet seiner kritischen Einstellung zur Industrialisierung bediente er sich des neuen Mediums Fotografie. Viele seiner Gemälde entstanden nach selbst angefertigten großformatigen Fotografien, zusätzlich betrieb er seit 1854 ein fotografisches Atelier.
Im Wendejahr 1989 wurden die Baustraßen C, C1 und C2 im 3. Bauabschnitt des Geraer Neubaugebiet Bieblach-Ost in Theodor-Fischer-Straße benannt. Zwei Jahre später erfolgte die Umbenennung in Maler-Fischer-Straße, im zusätzlichen Andenken an seinen Vater Heinrich Fischer.  